# Liste des gouverneurs du Maharashtra
Le gouverneur du Maharashtra est le chef de cérémonie de l'état du Maharashtra. La Constitution de l'Inde confère les pouvoirs exécutifs de l'État au gouverneur, mais les pouvoirs exécutifs de facto appartiennent au Conseil des ministres.
Ramesh Bais est l'actuel gouverneur du Maharashtra depuis le 18 février 2023.

## Prérogatives
Le gouverneur a le pouvoir de nommer de nombreux fonctionnaires de l'État, dont l'avocat général de Bombay, le commissaire aux élections de l'État, le président et les membres du tribunal administratif du Maharashtra, le président et les membres de la Commission des droits de l'homme de l'État du Maharashtra, le président et les membres de la Commission de la fonction publique du Maharashtra (MPSC), les présidents et les membres des trois conseils de développement, le shérif de Bombay et le commissaire à l'information en chef de l'État.

## Gouverneurs du Maharashtra
Voici une liste des gouverneurs du Maharashtra : 
| Numéro | Nom                         | Photo | Mandat            | Mandat           | Duration         | President(s)                        |
| ------ | --------------------------- | ----- | ----------------- | ---------------- | ---------------- | ----------------------------------- |
| 1      | Raja Sir Maharaj Singh      |       | 6 janvier 1948    | 30 mai 1952      | 4 ans, 145 jours | L. Mountbatten (Gouverneur général) |
| 2      | Sir Girija Shankar Bajpai   |       | 30 mai 1952       | 5 décembre 1954  | 2 ans, 189 jours | Dr. Rajendra Prasad                 |
| 3      | Harekrushna Mahatab         |       | 2 mars 1955       | 14 octobre 1956  | 1 an, 226 jours  | Dr. Rajendra Prasad                 |
| 4      | Sri Prakasa                 |       | 10 décembre 1956  | 16 avril 1962    | 5 ans, 127 jours | Dr. Rajendra Prasad                 |
| 5      | P. Subbarayan               |       | 17 avril 1962     | 6 octobre 1962   | 172 jours        | Dr. Rajendra Prasad                 |
| 6      | Vijaya Lakshmi Pandit       |       | 28 novembre 1962  | 18 octobre 1964  | 1 an, 325 jours  | Sarvepalli Radhakrishnan            |
| 7      | P V Cherian                 |       | 14 novembre 1964  | 8 novembre 1969  | 4 ans, 359 jours | Sarvepalli Radhakrishnan            |
| 8      | Ali Yavar Jung              |       | 26 février 1970   | 11 décembre 1976 | 6 ans, 289 jours | V. V. Giri                          |
| 9      | Sri Sadiq Ali               |       | 30 avril 1977     | 3 novembre 1980  | 3 ans, 187 jours | B. D. Jatti (Président par intérim) |
| 10     | O P Mehra                   |       | 3 novembre 1980   | 5 mars 1982      | 1 an, 122 jours  | Neelam Sanjiva Reddy                |
| 11     | Idris Hasan Latif           |       | 6 mars 1982       | 16 avril 1985    | 3 ans, 41 jours  | Neelam Sanjiva Reddy                |
| -      | Peer Mohammed (par intérim) |       | 19 avril 1985     | 30 mai 1985      | 41 jours         |                                     |
| 12     | Kona Prabhakara Rao         |       | 31 mai 1985       | 2 avril 1986     | 306 jours        | Zail Singh                          |
| 13     | Shankar Dayal Sharma        |       | 3 avril 1986      | 2 septembre 1987 | 1 an, 152 jours  | Zail Singh                          |
| 14     | Kasu Brahmananda Reddy      |       | 20 février 1988   | 18 janvier 1990  | 1 an, 333 jours  | R. Venkataraman                     |
| 15     | C. Subramaniam              |       | 15 février 1990   | 9 janvier 1993   | 2 ans, 328 jours | R. Venkataraman                     |
| 16     | P.C. Alexander              |       | 12 janvier 1993   | 13 juillet 2002  | 9 ans, 182 jours | Shankar Dayal Sharma                |
| 17     | Mohammed Fazal              |       | 10 octobre 2002   | 5 décembre 2004  | 2 ans, 56 jours  | A. P. J. Abdul Kalam                |
| 18     | S.M. Krishna                |       | 12 décembre 2004  | 5 mars 2008      | 3 ans, 84 jours  | A. P. J. Abdul Kalam                |
| 19     | S.C. Jamir                  |       | 9 mars 2008       | 22 janvier 2010  | 1 an, 319 jours  | Pratibha Patil                      |
| 20     | Kateekal Sankaranarayanan   |       | 22 janvier 2010   | 24 août 2014     | 4 ans, 214 jours | Pratibha Patil                      |
| 21     | Chennamaneni Vidyasagar Rao |       | 30 August 2014    | 4 septembre 2019 | 5 ans, 5 jours   | Pranab Mukherjee                    |
| 22     | Bhagat Singh Koshyari       |       | 05 septembre 2019 | 17 février 2023  | 3 ans, 165 jours | Ram Nath Kovind                     |
| 23     | Ramesh Bais                 |       | 18 février 2023   | En cours         |                  | Droupadi Murmu                      |